# Aparde

Aparde Pressefoto „Loom“

Aparde (* 1987 in Wolgast als Paul Camillo Schroeder) ist ein deutscher Electronica- und Techno-Produzent sowie Musiker, Sänger und DJ, der auch als Liveact auftritt.

## Leben
Aparde wuchs auf der Insel Usedom an der Ostsee in Mecklenburg-Vorpommern auf und besuchte neun Jahre die Musikschule Wolgast, wo er das Schlagzeugspielen erlernte. Autodidaktisch beschäftigte er sich nebenbei mit dem Klavierspiel und der Gitarre. Erste Audioaufnahmen entstanden daneben mit eigenen Kompositionen unter Einflüssen unter anderem von Deftones oder Radiohead.
Das Alter Ego Aparde ist eine altgriechische Wortneuschöpfung unter Verwendung des Begriffes Apathie.
2011 veröffentlichte er die LP Goldene Barrikaden, der in den nächsten Jahren weitere Sammlungen, wie Maerk, Dim, Loom und andere folgten. Er veröffentlichte danach auf verschiedenen Labels wie Stil vor Talent, Traum Schallplatten, Keller Record Label, Lenient Tales Recordings oder Ki-Records, später auf dem Hamburger Musiklabel „Blue Marble“, einem aktuellen Label für neue zeitgenössische Instrumentalmusik sowie Künstler und Künstlerinnen, die sich nicht an Formate halten. „Apardes Electronica ist einfach Qualität pur“, so das Imprint von Stil vor Talent, das seit Jahren von Oliver Koletzki geführt wird. Zu hören sind Aparde und seine Titel daraufhin auch auf FluxFM, dem Online-Magazin „XLR8R“ aus Kalifornien, BBC oder RTL+. Gemeinsame Interessen verbinden ihn u. a. mit Christian Löffler oder Parra for Cuva. Das Atwood Magazin sagt zu seiner Musik: „Es ist selten, heutzutage ein Lied zu hören und die Wärme und Körnung unverfälschter Alltagsgeräusche darin zu entdecken.“ Sein Talent findet außerdem Ausdruck in der Verwendung klassischer Musikelemente oder eigener Klavier- sowie bearbeiteter Natur- und Geräuschaufnahmen und der Gestaltung von Cover- sowie Teaser- und Video-Produktionen. In seinen Produktionen, zum Beispiel in seinen Alben Glass, Hands Rest oder Alliance sowie in Gastproduktionen, z. B. mit Michael Miethig, alias INNELLEA, nutzt er seine warme, soulige Gesangsstimme. Mit: „Seit jeher ein Markenzeichen von Aparde ist sein ganz eigener, atmosphärischer und emotionaler Musikstil, in dem auch Gesangs- und Vocalpassagen dominieren.“ wurden sein Album Alliance und er als Studiogast bei Radio Eins vorgestellt.
Seine Kompositionen kommen den Genres Electronica, Progressive House, Deep House sowie einer der jüngsten Strömungen der elektronischen Musik Melodic Techno, am nächsten.

## Diskografie (Auswahl)
Alben
- 2025 Issues (Ki Records)

- 2024 Ambivalent (Self-Release Aparde)

- 2024 Saddest Boy Alive (Self-Release Aparde)

- 2021 Alliance (Ki Records)

- 2019 Hands Rest (Ki Records)

- 2017 Glass (Ki Records)

Singles und EPs
- 2024 Drown Me (Blue Marble)
- 2017 Rim (Keller)
- 2016 Maerk EP (Lenient Tales)
- 2016 Dim EP (Lenient Tales)
- 2015 Other (Stil vor Talent)
- 2015 Erosion (Stil vor Talent)
- 2015 Loom EP (Stil vor Talent)
- 2015 Theme (Like Birdz)
- 2015 Dialogue EP (Keller)
- 2013 Thousand Days (Not On Label – Aparde Self-Release)
- 2013 Rastlos (Agara Music)
- 2012 Wind In Den Duenen EP (Keller)
- 2012 Amnesie EP (Not On Label – Aparde Self-Release)
- 2011 Goldene Barrikaden EP (Not On Label – Aparde Self-Release)
- 2010 Distance EP (Dusted Wax Kingdom)

Remixes
- 2024 Haido - Volley (Aparde Remix) / Leechy Records
- 2022 TWO LANES - Phases (Aparde Remix) / bitbird
- 2021 Parra for Cuva - Merlins Had (Aparde Remix) / Parra for Cuva
- 2020 Joris Voorn - Mano (Aparde Remix) / Spectrum (NL)
- 2019 Janus Rasmussen - Green Wine (Aparde Remix) / Ki Records
- 2017 Christian Löffler - Youth (Aparde Remix) / Ki Records
- 2016 Jan Blomqvist – Stories Over (Aparde Remix) / Armada
- 2016 Robert Babicz – Where are you? (Aparde Remix) / TraumSchallplatten
- 2016 Ryan Davis – Hadron (Aparde Remix) Klangwelt
- 2015 Olaf Stuut – Spirograph (Aparde Remix) / TraumSchallplatten
- 2015 Parra For Cuva – Champa (Aparde Remix) / Lenient Tales
- 2013 Mauro Norti – The Cliff (Aparde Remix) / Agara Music
- 2013 Vandid – Nati (Aparde Remix)
- 2013 Bongbeck – Entrückung (Aparde Remix) / Keller Label